# Robinson Bight
Robinson Bight is een plaats in de Canadese provincie Newfoundland en Labrador. De plaats bevindt zich op Random Island en maakt deel uit van het local service district Hickman's Harbour-Robinson Bight.

## Geografie
Robinson Bight ligt in het zuiden van Random Island, een groot eiland voor de oostkust van Newfoundland. De plaats bestaat voornamelijk uit lintbebouwing langs provinciale route 231. Het bevindt zich in vogelvlucht 3 km ten oosten van Lady Cove en 4 km ten westen van Hickman's Harbour.

## Geschiedenis
Robinson Bight is een van de jongste plaatsen op Random Island, daar de nederzetting pas ontstond in de jaren 1970.
In 1997 kreeg het gehucht voor het eerst een beperkte vorm van lokaal bestuur doordat het deel ging uitmaken van het nieuw opgerichte local service district Hickman's Harbour-Robinson Bight.